# Ковшов, Виталий Дмитриевич
Виталий Дмитриевич Ковшов (1894, Симский Завод, Уфимская губерния — ноябрь 1920) — участник революции и гражданской войны на Урале.

## Биография
Юношей вступил в кружок революционной молодежи. В годы Первой мировой войны учился в Златоустовском техническом училище (ныне техникум имени П. П. Аносова). Здесь в подпольном кружке получил первое политическое воспитание.
В февральские дни 1917 года избран депутатом Златоустовского Совета. С марта 1917 года был членом партийного большевистского комитета и командир Златоустовского отряда Красной гвардии. Член РСДРП(б) с апреля 1917 года. Под его руководством были разгромлены эсеры и меньшевики, захватившие Златоустовский Совет рабочих и солдатских депутатов. В ноябре 1917 года был избран председателем Военно-революционного комитета.
С января 1918 года по февраль 1919 года — командир конно-партизанского полка имени Володарского. С 28 мая по 25 июня был военным комендантом Златоуста. В марте 1919 года направлен на учёбу в Московскую Академию Генерального Штаба РККА. В октябре прервал её, чтобы принять участие в сражении под Петроградом против армии Юденича в качестве военкома Московских курсантских частей. За боевые отличия был награждён золотым оружием с гравировкой: «За Юденича» и почетным знаком ВЦИК.
С февраля 1920 года был управляющим делами Комитета по трудовой повинности в Свердловске, занимался восстановлением промышленности Урала. С апреля 1920 года — командовал 28-й кавалерийской бригадой на польском фронте.
В ноябре 1920 года погиб в бою с белыми частями Станислава Булак-Балаховича. Похоронен в Москве на Красной площади у стен Кремля.
Его племянница — Наталья Ковшова, Герой Советского Союза.

## Память
- Именем героя гражданской войны названа одна из центральных улиц Златоуста (бывшая Алексеевская).[2]

## Награды
- За успешно проведенные операции против белополяков был награждён орденом Красного Знамени (1921, посмертно).